# Časová pásma v Mexiku

UTC-5 jihovýchodní zóna
UTC-6 centrální zóna
UTC-7 pacifická zóna
UTC-8 severozápadní zóna

Časová pásma v Mexiku pokrývají délkový rozsah 31°44', což odpovídá časovému rozdílu nejvýchodnějšího a nejzápadnějšího cípu území Mexika 2,12 hodin. Tento rozdíl je administrativně rozdělen do 4 časových zón. Sezónní změna času je zavedena na malé části území.

## Standardizovaný čas
Zákon ze dne 28. října 2022 definuje čtyři standardní časové zóny ve vztahu na střední sluneční čas čtyř poledníků (75°, 90°, 105°, 120°). Územní platnost zón stanovuje mexický kongres na žádost zákonodárných sborů příslušných států.
| Název zóny (španělsky) | Český překlad      | Časové pásmo | Stát, případně území |
| ---------------------- | ------------------ | ------------ | --- |
| Zona Sureste           | jihovýchodní zóna  | UTC-5        | Quintana Roo |
| Zona Centro            | centrální zóna     | UTC-6        | Campeche, Chiapas, Coahuila, Colima (bez souostroví Revillagigedo), Distrito Federal, Durango, Guanajuato, Guerrero, Hidalgo, Chihuahua, Jalisco, México, Michoacán, Morelos, Nayarit (pouze Bahía de Banderas), Nuevo León, Oaxaca, Puebla, Querétaro, San Luis Potosí, Tabasco, Tamaulipas, Veracruz, Yucatán, Zacatecas |
| Zona del Pacífico      | pacifická zóna     | UTC-7        | Baja California Sur, Colima (pouze ostrovy Roca Partida, San Benedicto a Socorro ze souostroví Revillagigedo), Nayarit (bez Bahía de Banderas), Sinaloa, Sonora |
| Zona del Noroeste      | severozápadní zóna | UTC-8        | Baja California, Colima (pouze ostrov Clarión ze souostroví Revillagigedo) |

### Hranice
Hranice mezi zónami s několika málo výjimkami sledují hranice jednotlivých států.

### Sezónní změna času
Sezónní změna času (Horario de Verano) se od roku 2022 uplatňuje pouze ve státě Baja California a některých municipalitách podél hranice s USA. Platí od dvou hodin druhé březnové neděle a končí ve dvě hodiny první listopadové neděle, tedy ve stejném období jako v USA.

## Historie
Před přijetím pásmového času se v Mexiku používal místní sluneční čas, jak bylo obvyklé až do Mezinárodní meridiánové konference, která se konala ve Washingtonu v roce 1884. V Mexiku byl pásmový času zaveden 25. listopadu 1921 na základě výnosu prezidenta Obregóna a stát byl rozdělen do dvou pásem s časem odpovídajícím pro většinu země času 105. západního poledníku (UTC-7), resp. 90. poledníku (UTC-6) pro státy východně od Veracruzu.
Od té doby byly vyhlášky několikrát změněny, přičemž se změny týkaly především třetího pásma odpovídajícího času 120. západního poledníku (UTC-8). Tato zóna byla nejprve zavedena v roce 1930 pro nejzápadnější části země, ale již následující rok bylo povoleno používat tento čas v Baja California jen v zimním období. V roce 1942 bylo na onom území povoleno používat čas platící v přilehlé části USA a v roce 1945 se to stalo povinným. Od roku 1948 znovu platila jen původní dvě pásma.
V roce 1981 přibylo třetí pásmo odpovídajícího času 75. západního poledníku (UTC-5) a platilo ve státech Campeche, Yucatán a Quintana Roo, ale hned následujícího roku byla jeho platnost omezena jen na posledně jmenovaný stát. V roce 1988 byl zaveden ve státech Coahuila, Durango, Nuevo León a Tamaulipas letní čas (UTC-5) a přitom byly stanoveny zásady pro přechod na něj a jeho ukončení, které platily až do roku 2022. Roku 1996 byl letní čas zaveden v celé zemi s výjimkou státu Sonora  a souostroví Revillagigedo ve státě Colima, přitom tři základní časová pásma zůstala zachována. Přechod na tento čas nastával první dubnovou neděli, kdy se ve 2 hod. čas posunul o jednu hodinu dopředu, a končil poslední říjnovou neděli, kdy se ve 2 hod. čas posunul o jednu hodinu zpět, a tak odpovídal tak našemu letnímu času.
V souladu se zákonem z roku 2001 byla počátkem roku 2001 vydána prezidentská vyhláška, která umožňovala státům, kromě Dolní Kalifornie a Sonory, zkrátit období letního času na pět měsíců. Tato vyhláška způsobila velké kompetenční tahanice, které ukončil nejvyšší soud výrokem, že rozhodnutí o časovém pásmu i jeho sezónním trvání přísluší federálnímu parlamentu.
Od roku 2010 mohly obce ve 20km pásmu podél hranic se Spojenými státy přecházet na letní čas ve stejnou dobu, jak se přechází tam.
V roce 2012 mexický senát schválil návrh zákona o zavedení nové jihovýchodní zóny (Zona Sureste) s časem UTC-5 a tato zákonodárná iniciativa se projednávala poslaneckou sněmovnou od 4. prosince 2014 s výsledkem, že zóna byla zřízena 31. ledna 2015 s platností pro stát Quintana Roo od 1. února 2015, přičemž zde přestal být aplikován letní čas.
30. října 2022 bylo na většině území zrušeno uplatňování letního času.